# いたれりつくせり
「いたれりつくせり」は、テレビドラマ『世にも奇妙な物語』の中の1話。
1992年4月30日放送。第192作目。同回の作品に「常識酒場」、「精神力」がある。

## ストーリー
議員の秘書である明子は交通事故を起こしてしまい、入院先の病院で完璧な健康体となるための治療プログラムを受けることになる。そのプログラムは患者を24時間監視し、その患者に何一つ不自由な思いをさせることがないように配慮されるというものだった。しかし、健康になっても明子は些細な不調を原因に退院を断られる。果ては恋人と面会謝絶までさせられてしまい……。

## スタッフ
- 企画：清水賢治、石原隆（フジテレビ）
- プロデューサー：内堀雄三（アスプロデュース）
- 脚本：笠井健夫
- 演出：阿部雄一
- 音楽：蓜島邦明
- 製作：アスプロデュース

## キャスト
- 早坂明子：早見優
- 良夫：西川忠志
- 田所：大林丈史
- 厚子：広田レオナ
- 三宅：佐渡稔